# Вяткин, Герман Платонович
Ге́рман Плато́нович Вя́ткин (род. 1 мая 1935, Челябинск) — советский и российский химик, президент ЮУрГУ, доктор химических наук, член-корреспондент РАН, член экспертного совета по правовым вопросам развития образования при Комитете Госдумы по образованию, вице-президент Союза ректоров высших учебных заведений РФ, председатель Совета ректоров вуза Челябинской области, почетный гражданин Челябинской области, почётный гражданин Челябинска.

## Биография
Родился 1 мая 1935 года в Челябинске. Род Вяткиных ведёт свою историю от металлургов Урала: семь поколений его предков работали на Сысертском металлургическом заводе. Осенью 1953 года в Челябинском политехническом институте была открыта специальность «Металлургия чёрных металлов», куда и поступил молодой Герман Вяткин. После окончания института в 1958 году он работал горновым в доменном цехе ЧМЗ. После — занимал должности лаборанта, младшего научного сотрудника, старшего научного сотрудника в отделе металлургии черных металлов Научно-исследовательского института металлургии. В 1963 году защитил кандидатскую в Ленинградском политехническом институте.
В 1967 году начал научно-педагогическую деятельность в родном вузе. В 1978 году защитил докторскую диссертацию в Институте металлургии Уральского научного центра АН СССР. С 1980 года — профессор, заведующий кафедрой «Общая и теоретическая физика», с 1983 года по 1985 год — проректор по научной работе. С 1985 года Герман Вяткин — ректор ЧПИ, а в 2005 году он избран президентом ЮУрГУ.
За время руководства переориентировал ЧПИ с технического профиля на универсальный. Всегда являлся сторонником объединения под крышей ЮУрГУ всех университетов Челябинска. При Германе Вяткине руководимый им вуз занимал устойчивое место в десятке российских вузов по рейтингу Министерства образования РФ, и 2-е место по рейтингу Фонда В. Потанина.
Создатель «Союза выпускников», который финансово участвовал в реконструкции главного корпуса ЮУрГУ, ставшего зауральским архитектурным аналогом МГУ в стиле «Сталинских высоток».

### Семья
Жена Галина Борейко (1938—2024) — балерина, народная артистка РСФСР.

## Награды
- Орден «За заслуги перед Отечеством» IV степени (17 августа 2000) — за заслуги перед государством, многолетний добросовестный труд и большой вклад в укрепление дружбы и сотрудничества между народами[1]
- Орден Дружбы народов (1993)
- Медаль «За укрепление государственной системы защиты информации» (2004, ФСТЭК)[2]
- Почётный гражданин Челябинской области (2008)[3]
- Почётный гражданин города Челябинска (2010)[4]
- Премия Президента Российской Федерации в области образования за 1998 год (4 октября 1999)[5]
- Медаль имени В. П. Макеева (УрО РАН, 17 сентября 2020) — за совокупность работ в области физико-химии процессов и материалов, нашедших практическое применение на металлургических предприятиях
- Почётная грамота Президента Российской Федерации (5 февраля 2024) — за заслуги в развитии отечественной науки, многолетнюю плодотворную деятельность и в связи с 300-летием со дня основания Российской академии наук[6]
- Медаль «За вклад в развитие Челябинской области» (15 декабря 2023) — за вклад в развитие системы образования в Челябинской области, личные заслуги в осуществлении высококвалифицированной педагогической и научной деятельности